# Pterobryopsis breviflagellosa
Pterobryopsis breviflagellosa är en bladmossart som beskrevs av Fleischer 1905. Pterobryopsis breviflagellosa ingår i släktet Pterobryopsis och familjen Pterobryaceae. Inga underarter finns listade i Catalogue of Life.